# Sürgüç
Sürgüç ist ein Dorf (Köy) im Landkreis Pertek der türkischen Provinz Tunceli. Im Jahr 2011 lebten in Sürgüç 52 Menschen.